# Schweizerhaus (Rommelshausen)
Das Schweizerhaus ist ein Gebäude im Ortsteil Rommelshausen der Gemeinde Kernen im Remstal. Das Gebäude ist heute im Besitz der Diakonie Stetten.

## Lage
Das Gebäude befindet sich an der Schafstraße 43. An der Kreuzung zur Stettener Straße neben dem Altenheim in Rommelshausen.

## Geschichte
Auf dem Gelände befand sich früher eine Meierei, die mitsamt dem angrenzenden Schafhof 1693 in den Besitz von Magdalena Sibylla von Hessen-Darmstadt kam. 1712 überließ ihr Sohn Eberhard Ludwig das Gelände der Wilhelmine von Grävenitz.
Die Jahre 1816 und 1817 waren durch Missernten gekennzeichnet, weshalb die Armut in Rommelshausen anstieg. Daraufhin erbaute der Stuttgarter Fabrikant Gottlob Knoblauch 1827 am Ortsrand eine Strohhutfabrik im Rahmen der Armenfürsorge. Strohhüte im Florentiner Stil sollten damals zum Exportschlager Württembergs werden. Durchschnittlich beschäftigte er dafür jährlich rund 200 arme Kinder. Für den Fabrikanten entstand als Wohngebäude auf dem Gelände dann 1829 auch die Villa im Schweizer Landhausstil.
Die Diakonie Stetten (damals Anstalt Stetten) übernahm das Anwesen 1893 nach vierzehnjähriger Nutzung als Kinderheim.
Im Jahre 1941 wurde das Gebäude als Unteroffizierschule genutzt.
Ab 1943 nutzte es die Stadt Stuttgart als Ausweichkrankenhaus, bis es 1960 wieder der Diakonie gehörte.

## Brunnen

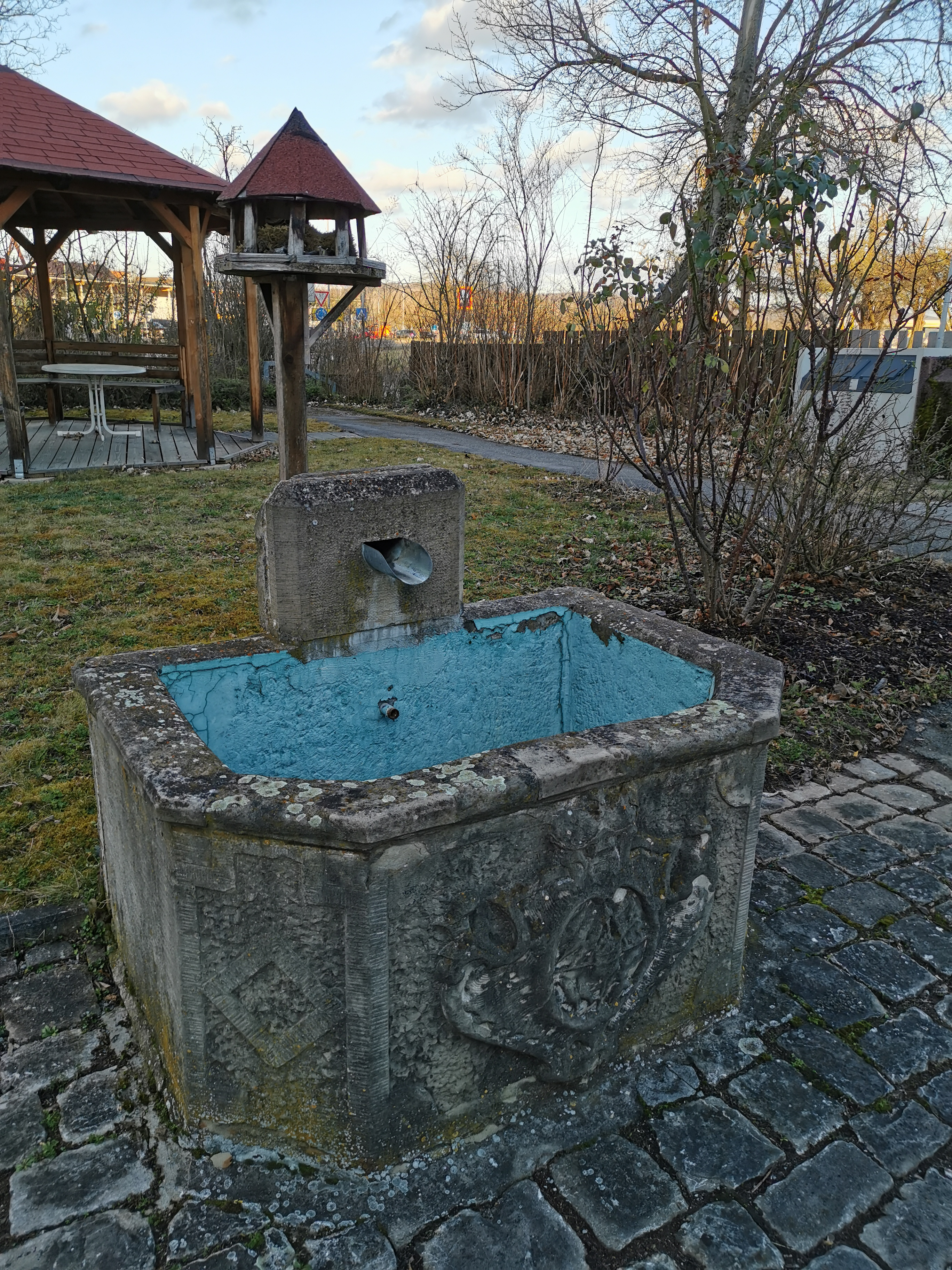
Brunnen im Innenhof

Im Innenhof befindet sich ein Kleindenkmal mit dem Wappen Württembergs unter Eberhard Ludwig.
Der Brunnen, welcher der älteste erhaltene auf der Gemarkung Rommelshausen ist, ist seit 2010 alleinstehend, nachdem die anschließende Scheune abgerissen wurde. 1889 wurde ein Pumpwerk in den Brunnen eingebaut, bis er 1907 an die Wasserleitungen angeschlossen wurde.

## Bilder

Schweizerhaus
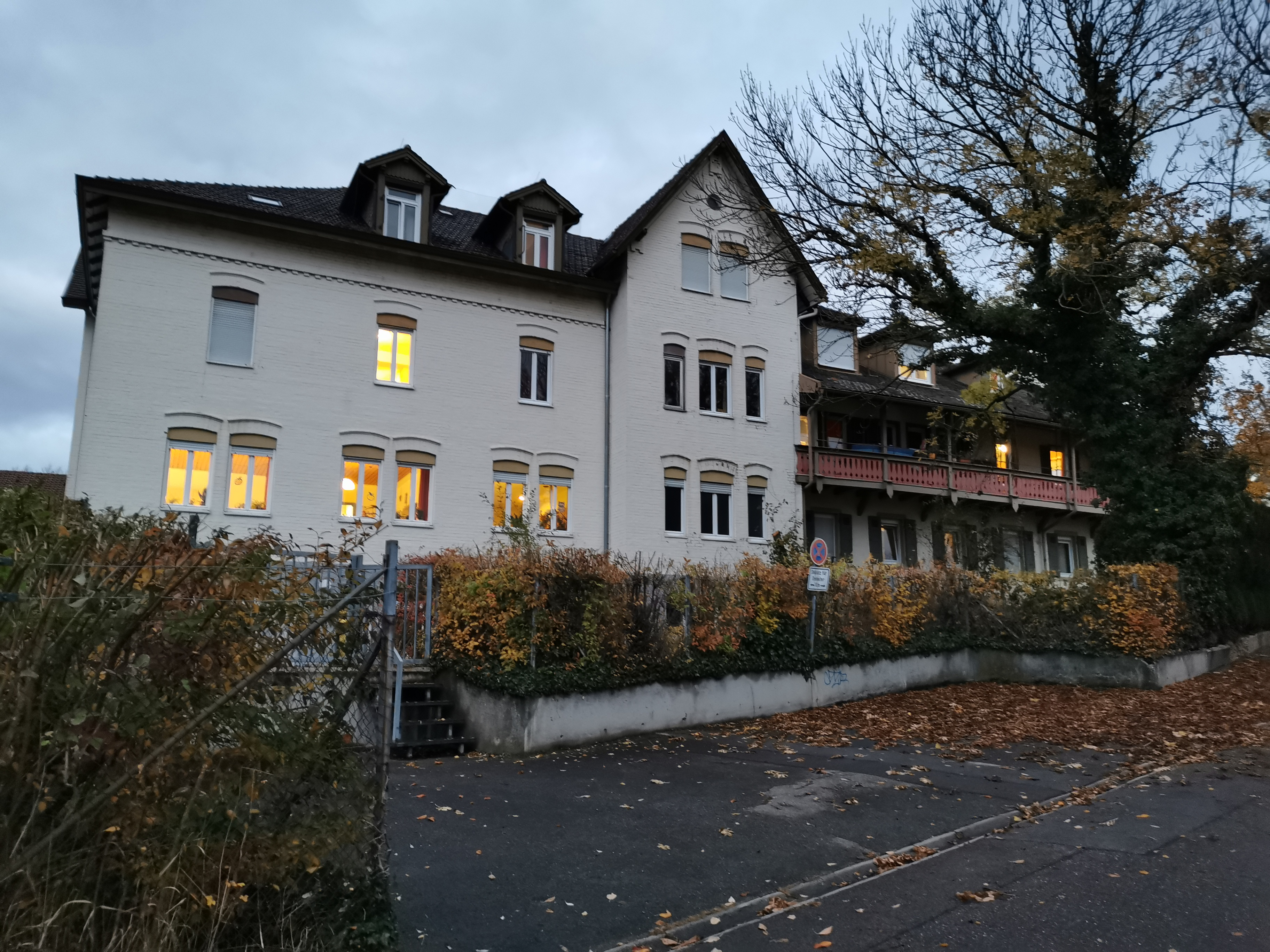
Seitenansicht des Gebäudes (2021)
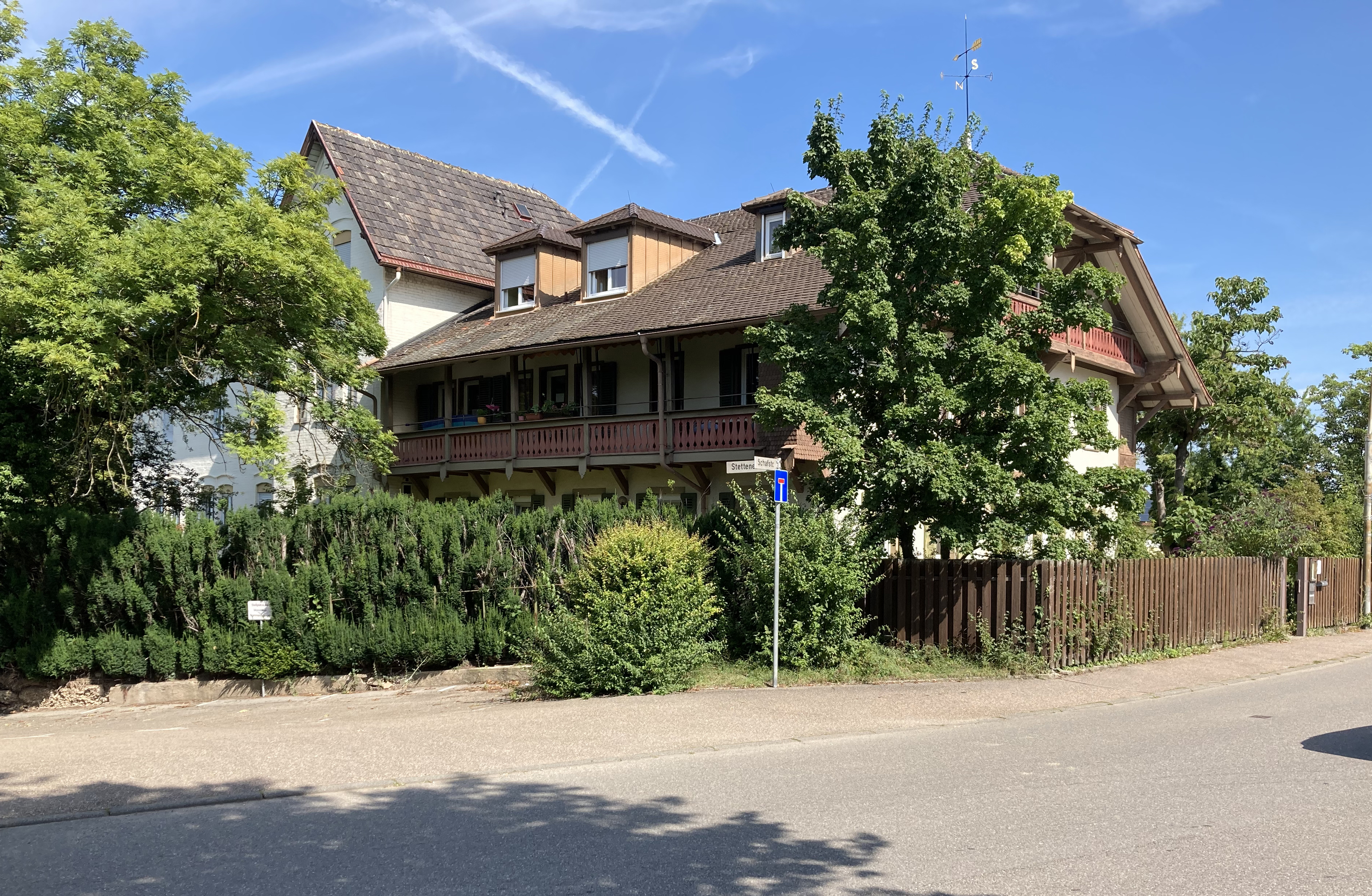
Seitenansicht mit Balkon (2021)
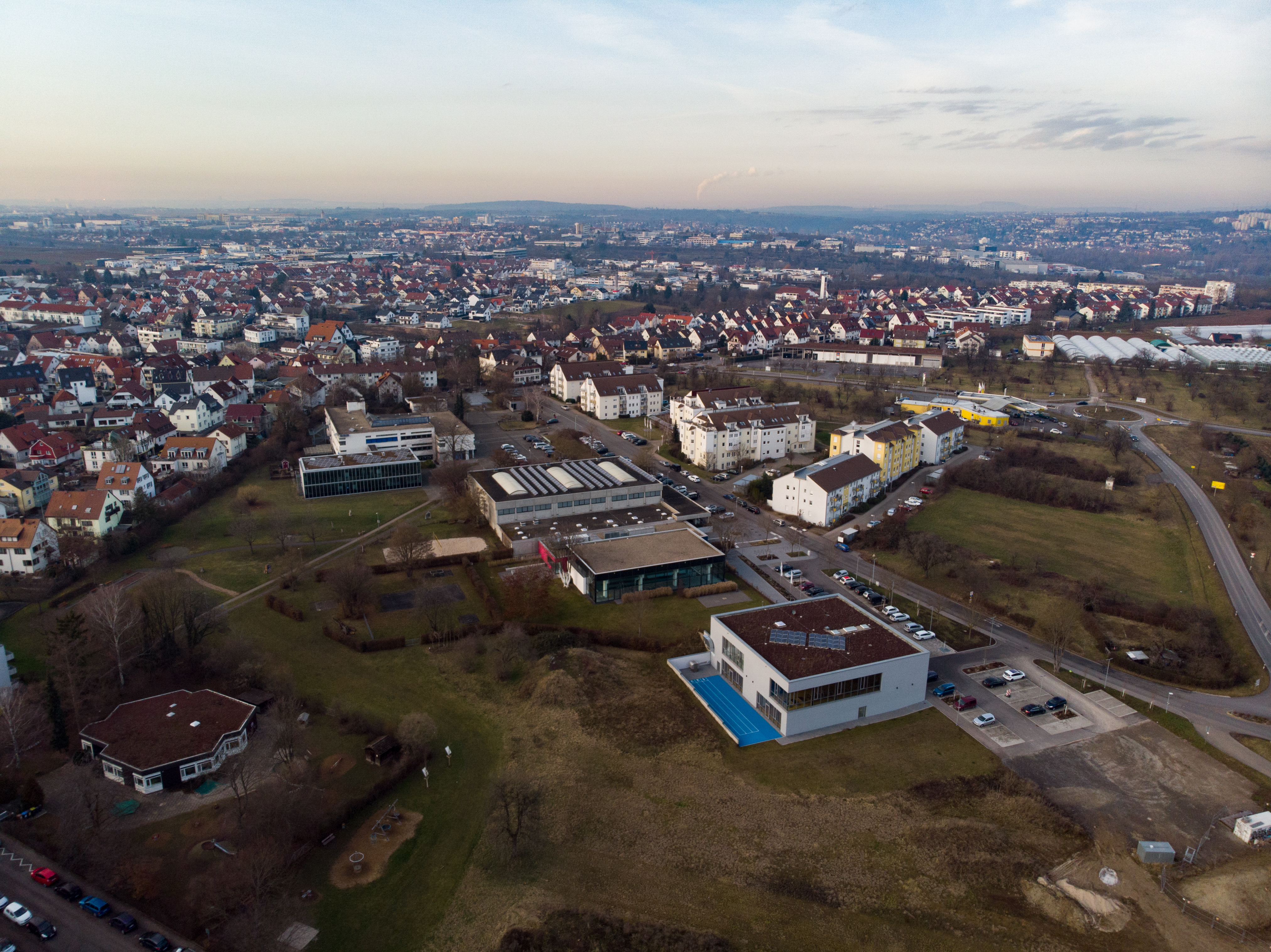
Luftbild von Rommelshausen Das Gebäude befindet sich mittig, am Ende der Stettener Straße
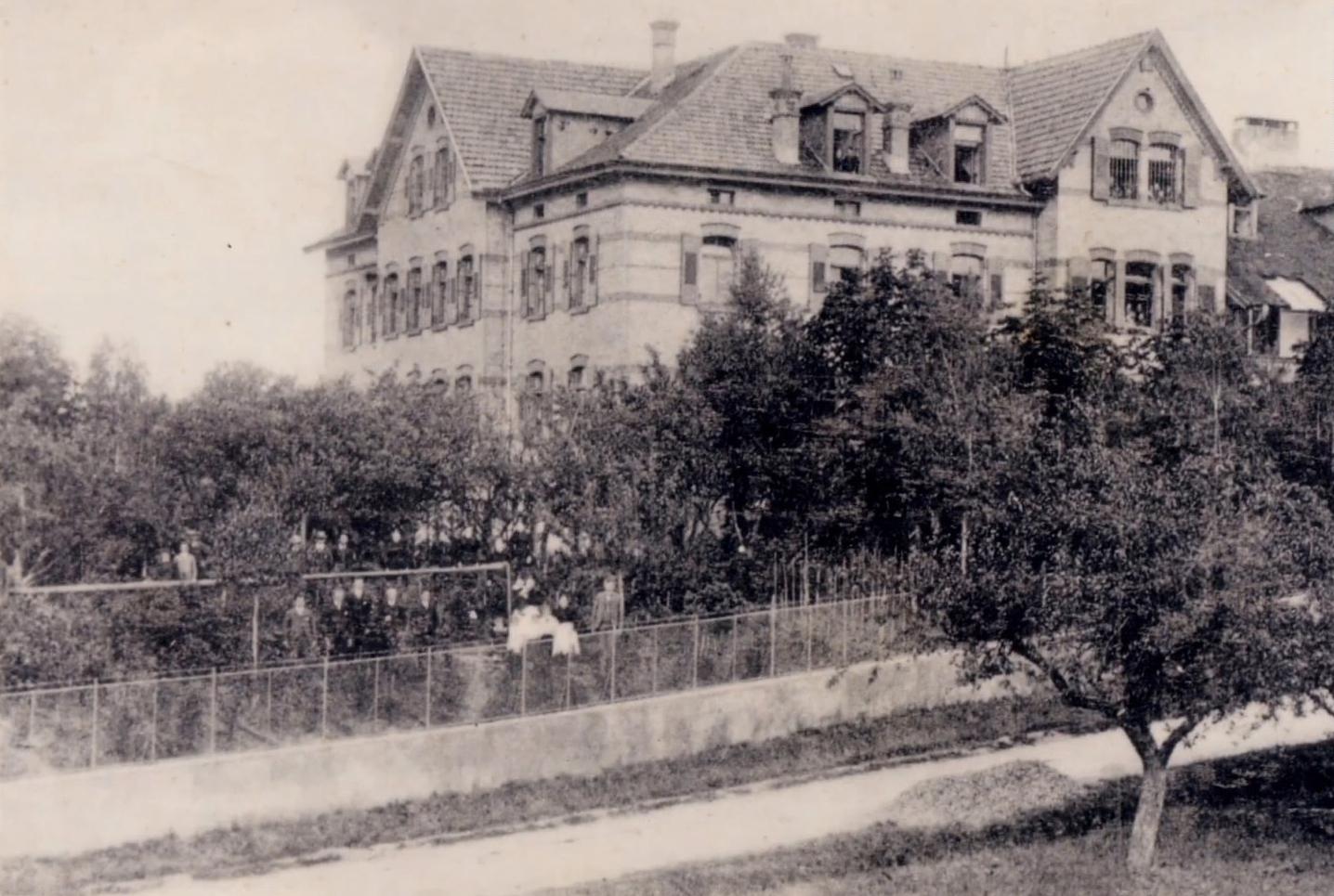
Historische Ansicht von der Seite
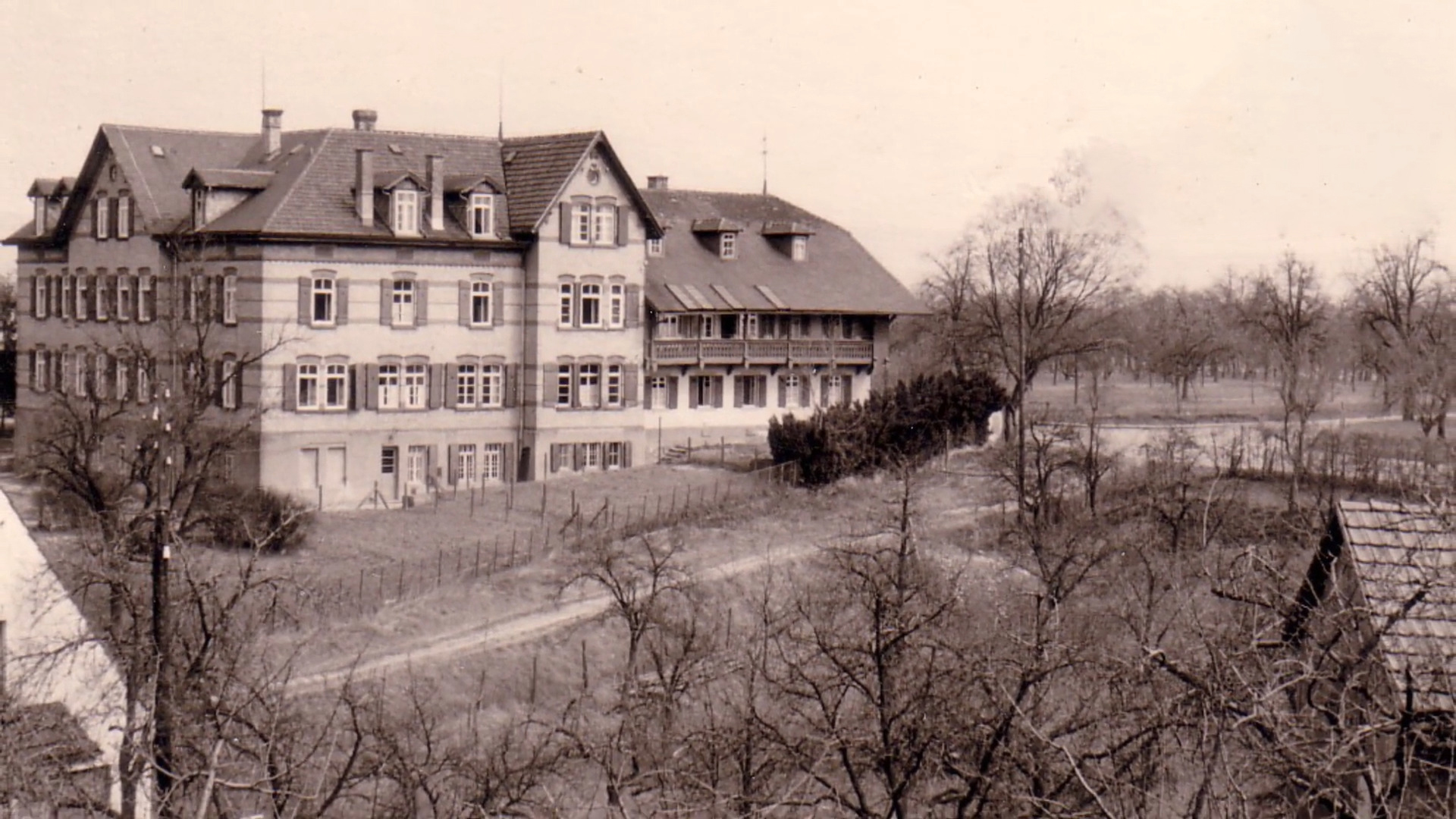
Historische Ansicht von der Seite